# Georg Züblin
Georg Züblin (* 9. Juni 1904 in Zürich; † 30. Juni 1977 in Männedorf) war ein Schweizer Oberstkorpskommandant.

## Werdegang

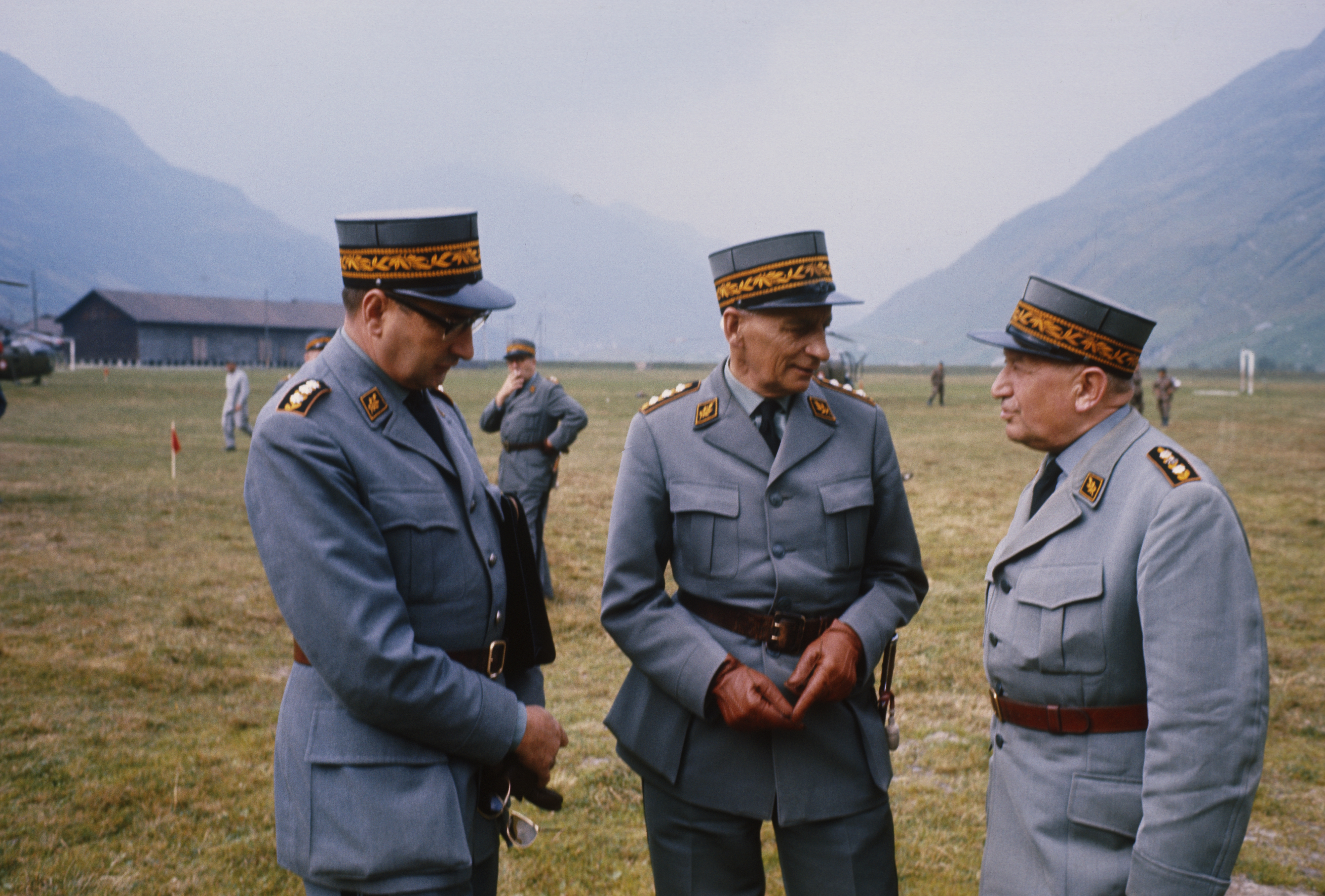
In der Mitte Oberstkorpskommandant Züblin, anlässlich eines Manövers des Gebirgsarmeekorps 3.

Georg Züblin war ein Sohn des Rechtsanwalts und Oberstbrigadiers Anton Züblin (1872–1942) und dessen Frau Constance, geb. Wittwer (1871–1941), sowie der ältere Bruder von Albert Züblin.
Nach Erlangen der Matura an einem Gymnasium in Zürich studierte er ab 1923 Rechtswissenschaft in Zürich und Berlin. 1927 wurde er promoviert mit einer Schrift über Die Falschwerbung und das Delikt der Annahme unerlaubten fremden Militärdienstes nach schweizerischem Recht. Anschliessend arbeitete er drei Jahre als Rechtsanwalt. 
1931 wurde er Instruktionsoffizier der Infanterie und 1935 Generalstabsoffizier. Im gleichen Jahr besuchte er die Pariser Militärschule École supérieure de guerre. Von 1947 bis 1949 war er Kommandant der Zentralschulen. 1951 bis 1956 kommandierte er die Gebirgsdivision 9 und wurde 1957 Waffenchef der Mechanisierten und Leichten Truppen. Von 1958 bis 1967 war er Kommandant des Gebirgsarmeekorps 3. Er verfasste militärwissenschaftliche Schriften und war Dozent an der ETH Zürich. Er war mit Huberta Anna Maria, geb. Simon, verheiratet.
Im Rahmen der Diskussion um die nukleare Bewaffnung der Schweiz nahm Züblin eine treibende Rolle ein. Als Korpskommandant erwog er, mit Atomwaffen bestückte Mirage-Flugzeuge nach Moskau zu schicken. Im Weiteren forderte er in einem Brief an den Bundesrat, dass der Einsatzbefehl für den Atomwaffeneinsatz der Schweiz alleine bei der Generalität liegen solle – also ohne Rücksprache mit dem Bundesrat. Züblin wollte bei einem Angriff aus dem Osten notfalls auch innerhalb der Schweiz und gegen die eigene Bevölkerung Atomwaffen einsetzen.